# 強中獸屬
强中兽属（学名：harpagolestes)，是中爪兽科已灭绝的一屬，生存年代為距今4620萬-3390萬年前的始新世中晚期。其狀似鬣狗，大小類似熊。蒙古、中國、北韓、美國與加拿大等地都有發現強中獸的化石。強中獸有強而彎曲的犬齒、較低而深的頷、大型的頭骨，臼齒上有著較深的磨痕，肢骨較短胖，這些特徵說明了強中獸可能是一種食腐動物，臼齒上深的磨痕說明了牠們可能常磨食骨頭。

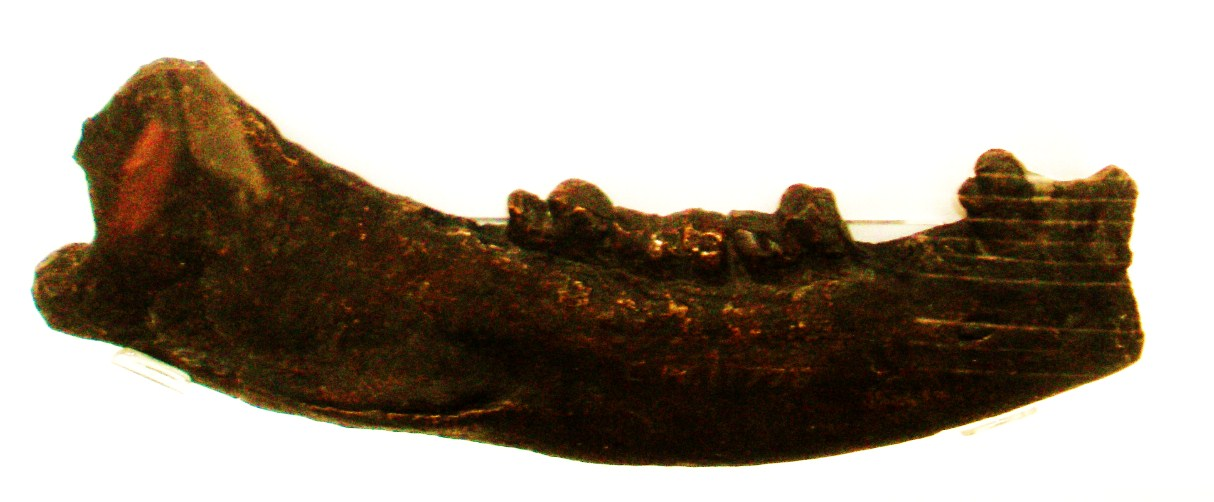
Harpagolestes leotensis的頷